# Ophiomyia cymbonoti
Ophiomyia cymbonoti är en tvåvingeart som beskrevs av Spencer 1977. Ophiomyia cymbonoti ingår i släktet Ophiomyia och familjen minerarflugor. Inga underarter finns listade i Catalogue of Life.